# Gubernatorstwo Tunis
Gubernatorstwo Tunis (arab. ولاية تونس) – jest jednym z 24 gubernatorstw w Tunezji, znajdujące się w północno-wschodniej części kraju.